# 單鰭七鰓鰻屬
單鰭七鰓鰻屬（學名：Ichthyomyzon），又名魚吸鰻屬，是七鰓鰻目七鰓鰻科的一屬。主要分布于北美。

## 分类
该属有六种：
- 俄亥俄單鰭七鰓鰻 Ichthyomyzon bdellium：又稱俄亥俄魚吸鰻。
- 栗色單鰭七鰓鰻 Ichthyomyzon castaneus：又稱栗色魚吸鰻。
- 北方單鰭七鰓鰻 Ichthyomyzon fossor：又稱北方魚吸鰻。
- 南方單鰭七鰓鰻 Ichthyomyzon gagei：又稱南方魚吸鰻。
- 格氏單鰭七鰓鰻 Ichthyomyzon greeleyi：又稱格氏魚吸鰻。
- 銀色單鰭七鰓鰻 Ichthyomyzon unicuspis：又稱銀色魚吸鰻。